# Sylabariusz

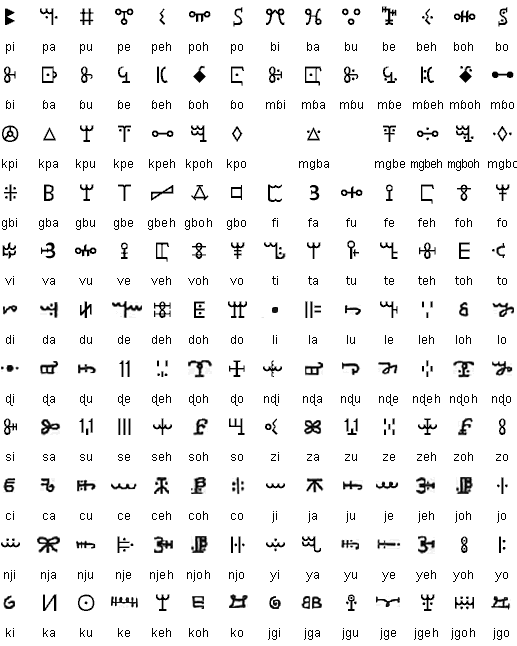
Część afrykańskiego sylabariusza vai

Sylabariusz – system pisma, w którym pojedyncze znaki reprezentują całe sylaby, a nie pojedyncze głoski. Sylabariusz należy odróżnić od alfabetu sylabicznego (abugidy).
Podobnie jak alfabety, sylabariusze są na ogół systemami zamkniętymi. Wyjątkowym przykładem otwartego sylabariusza jest chińskie pismo kobiet, nüshu.

## Przykłady sylabariuszy
- klinowy sylabariusz staroperski
- sylabariusze japońskie: hiragana i katakana
- chiński sylabariusz nüshu
- sylabariusz cypryjski[1]
- pismo linearne B
- sylabariusz czirokeski
- sylabariusz vai
- sylabariusz bamum
- sylabariusz mende
- sylabariusz afaka